# Ревино (Московская область)
Ревино — деревня в Волоколамском районе Московской области России. Относится к Ярополецкому сельскому поселению, до реформы 2006 года относилась к Ярополецкому сельскому округу.

## Население
| 1852 | 1859 | 1926 | 2002 | 2006 | 2010 | 2013 |
| ---- | ---- | ---- | ---- | ---- | ---- | ---- |
| 220  | ↗230 | ↘214 | ↘14  | ↗15  | ↘10  | ↗17  |
| 2014 | 2015 | 2016 |      |      |      |      |
| ↘16  | →16  | ↘14  |      |      |      |      |

## Расположение
Деревня Ревино расположена около автодороги Р107 Клин — Лотошино, примерно в 17 км к северо-западу от центра города Волоколамска, на правом берегу реки Колпяны (бассейн Иваньковского водохранилища). Ближайшие населённые пункты — деревни Петровское и Ханево.

## Исторические сведения
В «Списке населённых мест» 1862 года Ревино — владельческая деревня 1-го стана Волоколамского уезда Московской губернии по правую сторону Московского тракта от границы Зубцовского уезда на город Волоколамск, в 21 версте от уездного города, при реке Колпянке, с 27 дворами и 230 жителями (115 мужчин, 115 женщины).
По данным на 1890 год входила в состав Яропольской волости Волоколамского уезда, число душ мужского пола составляло 116 человек.
В 1913 году — 43 двора, чайная лавка.
По материалам Всесоюзной переписи населения 1926 года — деревня Петровского сельсовета, проживало 214 жителей (101 мужчина, 113 женщин), насчитывалось 46 крестьянских хозяйств.
С 1929 года — населённый пункт в составе Волоколамского района Московской области.